# Пожар в Кракове (1850)
Пожар в Кракове 1850 года начался 18 июля и длился несколько дней. По оценкам, он уничтожил около 10 процентов города Кракова, который в то время находился в Великом княжестве Краковском в составе Австрийской империи.

## История

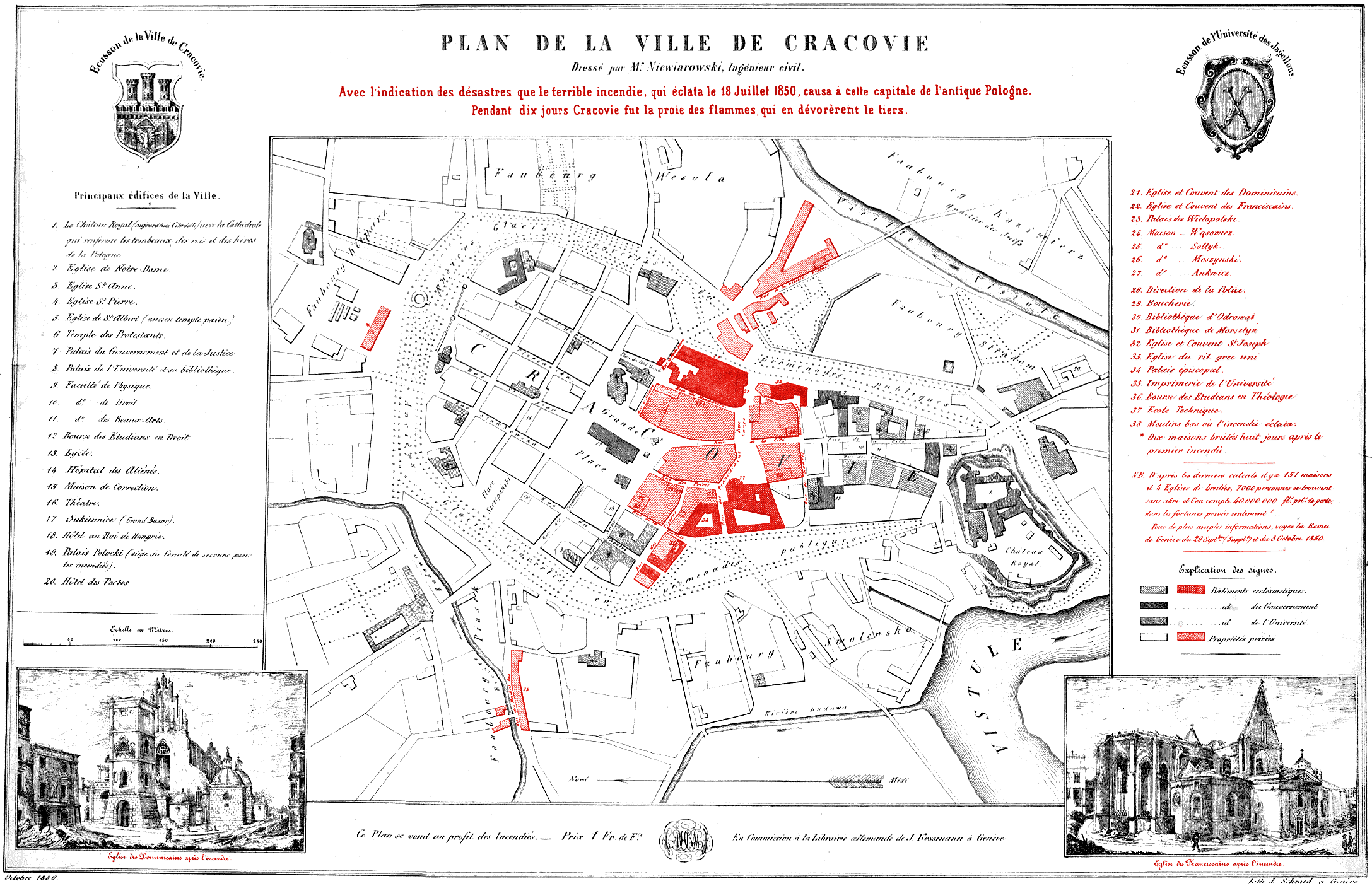
Карта Кракова с уничтоженными пожаром районами, отмеченными красным

В 1850 году в Кракове дерево всё ещё оставалось основным строительным материалом. Большинство из 1700 зданий города были деревянными, а каменные имели много деревянных элементов. В городе была плохая водопроводная инфраструктура и не было постоянной пожарной службы.
Пожар начался 18 июля на окраине города в районе улицы Крупнича, в районе водяной мельницы. Пожар приписывают несчастному случаю, произошедшему из-за действий мельника и кузнеца, которые, ремонтируя оборудование, устроили пожар в здании мельницы, впоследствии вышедший из-под контроля. Огонь разросся из-за сильного ветра и распространился на близлежащие здания, затронув центр города. В течение нескольких часов он затронул более восьми улиц, но его дальнейшее распространение было остановлено. Студенты Ягеллонского университета предотвратили причинение большего, чем поверхностный ущерб университетской библиотеке. Распространение огня было остановлено в течение суток, но для его полной ликвидации понадобилось ещё несколько дней и помощь военных.
В результате пожара была уничтожена примерно десятая часть города: 153 здания, два дворца, два-три монастыря и четыре церкви.

## Последствия
Пожар стал причиной последующего экономического застоя в городе. Пожар также заставил власти города увеличить бюджет на тушение пожаров, хотя первая (добровольная) пожарная служба не была создана вплоть до 1865 года. Окончательное восстановление всех пострадавших зданий было закончено только в 1912 году.